# Susanne Krause
Susanne Krause (* 1954) ist eine in Hamburg tätige Buntpapiermacherin, Autorin und Verlegerin von Fachbüchern. Seit 1989 fertigte sie serielle Buntpapiere und betrieb bis 2022 die von ihr gegründete Werkstatt "Hamburger Buntpapier".

## Leben
Nach dem Abitur absolvierte Susanne Krause eine kaufmännische Ausbildung, blieb nach deren Abschluss mit Bestnoten aber nur kurz im gelernten Beruf. Während der Elternzeit bereitete sie sich in Eigeninitiative theoretisch und praktisch auf ihr weiteres berufliches Leben vor. In der Werkstatt von Anne-Katrin Haase in Hamburg (heute: Werkstatt Papier, Michael Dietz und Anne-Katrin Haase) erlernte sie die Buch- und Papierrestaurierung und war 11 Jahre lang als Mitarbeiterin tätig. 1989/90 begann sie mit der nebenberuflichen Fertigung serieller Buntpapiere, einige Jahre später wurde die Buntpapiermacherei in der von ihr gegründeten Werkstatt „Hamburger Buntpapier“ zum Vollerwerb.

## Werk
Susanne Krauses Tätigkeitsschwerpunkt lag auf Buntpapiermacherei in der handwerklichen Tradition seit dem frühen 17. Jahrhundert, also auf Einzelfall-Rekonstruktion und serieller Fertigung von Kleisterpapier, Sprenkelpapier und Rieselpapier in überlieferter Gestaltung und Technik. Sie arbeitete in erster Linie für den Bereich Bestandserhaltung und Restaurierung von Bibliotheks- und Archivgut und in zweiter Linie für Möbelrestaurierung, Buchbinderei und Buchkunst. Ergänzend war sie Fachautorin, Kursleiterin, Beraterin und Verlegerin. Im von ihr gegründeten „Buntpapierverlag“ erscheinen ausschließlich Fach- und Sachbücher über europäisches Buntpapier. Die letzten beiden Veröffentlichungen in den Jahren 2016 und 2021 erschienen in enger Zusammenarbeit mit dem Verlag Dr. Ernst Hauswedell in Stuttgart.
In den Jahren 2021 und 2022 erfolgte die schrittweise Übergabe der Werkstatt an Dirk Lange, der seit 2009 in Gorsleben Handmarmorpapier herstellt.
Seitdem konzentriert Susanne Krause sich auf Unterricht, Meisterkurse und Beratung. Ab 2025 verlegt sie im Buntpapierverlag jährlich die Zeitschrift „Irispapier. Buntpapiere in Forschung, Handwerk und Kunst“, in der Beiträge aus dem Arbeitskreis Buntpapier veröffentlicht werden.

## Veröffentlichungen (Auswahl)
- Susanne Krause: Über handgemachtes Buntpapier im Allgemeinen und Kleisterpapier im Besonderen. In: Bartkowiaks Forum Book Art, 18. Ausgabe. Hamburg 2000 / 2001. S. 60–63.
- Susanne Krause: Paste paper. Kleisterpapier. Marcham 2001.
- Susanne Krause: Mehr Kleisterpapier. More about paste paper. Hamburg 2005.
- Susanne Krause (Hg.): Internationales Buntpapier – Über das Musterbuch hinaus. International decorated paper – Beyond the sample book. Hamburg 2007.
- Susanne Krause (Hg.); Henk Porck; Julia Rinck; Frieder Schmidt; Ida Schrijver: Buntpapier – Ein Bestimmungsbuch. Decorated Paper – A Guide Book. Sierpapier – Een Gids. Buntpapierverlag, Hamburg 2009. ISBN 978-3-938423-17-2
- Susanne Krause: Der Buntpapierverlag. Oder: Ein Fachverlag zum Thema Buntpapier, wie verrückt ist das denn?! In: Meister der Einbandkunst Internationale Vereinigung (Hg): MDE-Rundbrief, Herbst 2012. Aachen 2012. S. [10–]11.
- Susanne Krause; Julia Rinck: Buntpapier – Ein Bestimmungsbuch. Decorated Paper – A Guide Book. Sierpapier – Een Gids. Überarbeitete und erweiterte Auflage. Hauswedell, Stuttgart 2016. ISBN 978-3-7762-0516-9.
- Julia Rinck, Susanne Krause: Handbuch Buntpapier. Hauswedell, Stuttgart 2021. ISBN 978-3-7762-2100-8

## Buntpapiere in öffentliche Sammlungen
- Deutsches Buch- und Schriftmuseum
- Königliche Bibliothek der Niederlande